# کیلارنی هایتس، نیوساوت ولز
کیلارنی هایتس (به انگلیسی: Killarney Heights) یک منطقهٔ مسکونی در استرالیا است که در نیو ساوت ولز واقع شده‌است.